# Charles Didier
Charles-Emmanuel Nicolas Didier (Ginevra, 15 settembre 1805 – Parigi, 7 marzo 1864) è stato uno scrittore, poeta e viaggiatore francese, di origini svizzere.
Durante la sua vita viaggiò a lungo e riscosse una discreta fortuna come romanziere e scrittore di reportage di viaggio. La prima delle sue mete fu l'Italia, paese in cui visse e girovagò per tre anni, dal 1827 al 1830, prima di far brevemente rientro in Svizzera, per poi tentare la fortuna stabilendosi definitivamente a Parigi.
Nel 1831 fu il primo a presentare al pubblico francese il valore della poesia di Giacomo Leopardi, tredici anni prima che fosse definitivamente consacrata la fama del poeta italiano in Francia, grazie al patrocinio di Sainte-Beuve nel 1844.
A Parigi, nel pieno della stagione romantica, Charles Didier, giovane di bella presenza, riuscì a introdursi nei più elevati circoli artistici della capitale francese, frequentando intellettuali di vaglia e intrattenendo una relazione sentimentale con George Sand.
In seguito, colpito da una cecità progressiva, impossibilitato a viaggiare, gravato dal peso dei debiti, scelse per sé la via del suicidio.

## Biografia
Charles Didier, figlio naturale dell'avvocato Jean-Emmanuel Didier, era il frutto di una relazione extraconiugale che il padre aveva intrattenuto con la governante Henriette Nicolas, dalla quale nacquero altre due sue sorelle. L'avvocato Didier, rimasto vedovo, si unì alla famiglia naturale tre anni dopo la nascita di Charles, ma quest'ultimo dovette giungere fino all'adolescenza per scoprire in quella persona suo padre. La rivelazione così tardiva della paternità testimonia dell'aridità dei rapporti paterni, la cui freddezza pesò sull'intera sua giovinezza, e a cui fece da contraltare l'intenso affetto che lo legava alla madre.
Pur nella freddezza dei rapporti col padre, Charles Didier, che a un certo punto della sua vita pensò di farsi prete, poté comunque ricevere un'ottima educazione, seguendo a Ginevra un buon percorso di studi letterari, portato a termine nel 1827.

### Il soggiorno in Italia
In quello stesso anno, attratto dal mito dell'Italia, decise di intraprendere un Grand Tour attraverso la penisola, che lo impegnò dal 1827 al 1830. Durante il soggiorno trovò anche un iniziale impiego come precettore, abbandonato poi nella primavera del 1828, desideroso di dedicarsi completamente al viaggio, da compiersi principalmente a piedi, come egli preferiva, alla maniera di Rousseau. In questo suo proposito fu sostenuto economicamente dai prestiti di David Richard, suo amico e concittadino, studente all'Università di Pisa e precettore anch'egli in una famiglia aristocratica.
Nell'autunno 1828 i due erano a Roma insieme, e vi passarono l'inverno, mentre Richard s'iscrisse alla facoltà di medicina dell'Università di Roma. Giunta la primavera, Didier partì in aprile per il meridione d'Italia, soggiornò a Napoli, per poi dirigersi ancora più a Sud, in un itinerario insolito per i viaggiatori stranieri di quell'epoca, solitamente poco inclini ad andar oltre la capitale del Regno, nel loro itinerario meridiano attraverso le Due Sicilie. Iniziò così un anno di intenso peregrinare: Didier, infatti, fece ritorno a Napoli solo nell'aprile del 1830, a conclusione di un lungo itinerario che lo portò attraverso le contrade di Campania, Abruzzo, Puglie, Lucania, Calabria e Sicilia.
L'8 dicembre 1829, mentre egli era in viaggio, morì suo padre: Didier decise, a fine agosto 1830, di far rientro in Svizzera per potersi occupare della madre e delle due sorelle rimaste sole.
La sua permanenza in Italia si concluse così, ma dalla conoscenza storica e letteraria del paese acquisita durante il suo viaggio, Didier trasse ispirazione per il suo futuro di romanziere. Essa fu lo spunto, inoltre, per la sua attività di giornalista e memorialista. Charles Didier fu il primo, ad esempio, in un resoconto per la Revue des Deux Mondes, a fornire notizie sulla banda dei fratelli Capozzoli, una comitiva di briganti meridionali dei boschi di Monteforte, che prese parte ai moti cilentani del 1828

#### Il contributo di Didier alla conoscenza di Leopardi in Francia
Fu anche il primo, in Francia, a scrivere un articolo su Giacomo Leopardi: nel 1833, sulla Revue des Deux Mondes, dietro la sigla S. R. sotto la quale dissimulava il suo nome, Charles Didier si produsse in una lunga ed elogiativa recensione all'edizione 1831 dei Canti (l'edizione fiorentina di Piatti).
L'articolo di Didier non riuscì però a destare un vasto interesse presso il pubblico francese, così come non vi riuscì, sei anni dopo, un breve e denso articolo di un certo Theil, apparso nel 1837 sul giornale La Paix, in cui l'autore «aveva parlato di Leopardi a meraviglia, ma di fronte a un pubblico distratto e in un luogo troppo poco letterario».

### Trasferimento in Francia
In Svizzera s'incontrò in autunno con Jean Charles Léonard Simonde de Sismondi e Frédéric Lullin de Chateauvieux, accarezzò l'idea di concorrere per una cattedra di letteratura, ma rinunciò al suo proposito, ripugnandogli l'idea di doversi gettare nella mischia e sottoporsi a giudizi. Trovatosi immediatamente a disagio con i suoi concittadini, lasciò presto la Svizzera: la mattina del 20 novembre 1930, nel pieno della stagione romantica, si trovava già nell'agognata Parigi, città nella quale «folte schiere di giovani scrittori fioccavano [...], nella certezza che per le gens de lettres si preparava l'alba di una nuova età dell'oro». Nella capitale francese si legò di amicizia ad Antoine Fontaney, di soli due anni più grande di lui, in un sodalizio che, fino alla prematura morte di Fontaney, nel 1837, li vide accomunati dal buongusto e dall'ambizione smisurata. Quella stessa ambizione, unita alla giovinezza e alla bella presenza, permise loro di farsi strada negli ambienti intellettuali della capitale, nei quali divennero così ben introdotti da poter entrare in contatto con personaggi come Victor Hugo, Lamartine, Franz Liszt, Sainte-Beuve, Lamennais e George Sand. La loro produzione poetica, però, non era tale da garantire a Didier e Fontaney un posto tra i grandi, e così entrambi si volsero verso altri generi di scrittura, come il giornalismo e la letteratura di viaggio, per i quali, entrambi viaggiatori, i due avevano forse più talento.
Didier, in particolare, incontrò subito un discreto favore con il romanzo Rome souterraine del 1833, frutto delle sue esperienze di viaggio. Continuò così a dedicarsi a un'attività letteraria e giornalistica, alternandola a lunghi viaggi.

### La relazione intima con George Sand

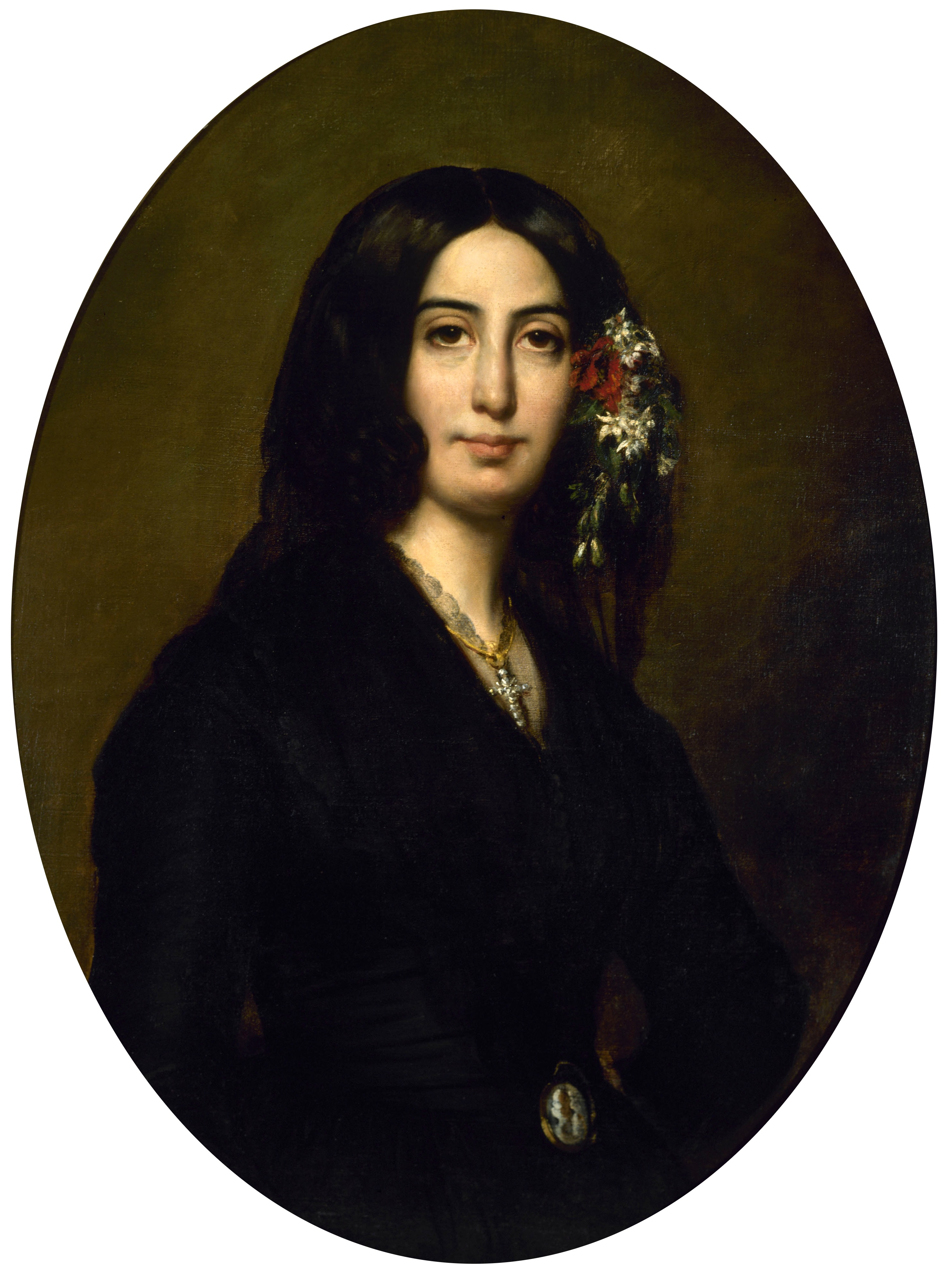
George Sand nel 1838 poco dopo la fine della sua relazione sentimentale con Didier

L'avvenenza di quel giovane svizzero suscitò l'interesse di George Sand che, già «malmaritata» con Casimir Dudevant, e divorziata nel 1836, aggiunse Didier al novero dei suoi amanti, di cui all'epoca facevano parte Michel de Bourges, l'avvocato del suo divorzio da Dudevant, e l'attore Bocage.
Pur dividendosi tra i suoi amanti, George Sand si stabilì presso Didier, con cui convisse fino al 1837, quando la scrittrice interruppe la relazione sia con Didier sia con Bourges.

### Il suicidio
Nonostante le altolocate frequentazioni, Didier dimostrò tuttavia un carattere incline ad alienarsi le simpatie altrui e, non possedendo un talento tale da far dimenticare i propri difetti, pochi seppero perdonarglieli: Didier s'incamminò così verso un'esistenza disillusa che vide un tragico epilogo.
Quando una progressiva cecità gli impedì di intraprendere la via dell'Oriente, caduto in difficoltà finanziarie, deluso dalla vita, pose termine tragicamente alla sua esistenza, con il suicidio, a conclusione di lunghe sofferenze.

## Opere
Poesia
Diede alle stampe due opere poetiche:
- La Harpe helvétique, 1825
- Mélodies helvétiques 1825

Romanzi
- Rome souterraine[16], 1833 (romanzo), fu l'opera di suo maggior successo[3], dopo la quale pubblicò
- Chavornay, 1838
- Les amours d'Italie, 1859
- Caroline en Sicile, 1844-45

Letteratura di viaggio
- Une année en Espagne, 1837
- Campagne de Rome, 1842
- Promenade au Maroc, 1844
- Cinq cents lieues sur le Nil, 1856.

Giornalismo
Ha collaborato per la Revue encyclopédique e la Revue des Deux Mondes, per le quali scrisse diversi reportage di viaggio. Uno di questi, Les Capozzoli et la police napolitaine (in Revue des Deux Mondes, Tome II, 1831, p. 58) è stato ripubblicato in traduzione italiana sotto il titolo di I Capozzoli e la Rivolta del Cilento del 1828 (a cura dell'editore Giuseppe Galzerano, Casalvelino scalo, 2003).